# Joseph Marcellin Rullière
Joseph Marcellin Rullière (né le 9 juin 1787 à Saint-Didier-la-Séauve, aujourd'hui Saint-Didier-en-Velay, Haute-Loire, mort le 24 août 1863 à Paris 9e) est un homme politique et général français.

## Biographie
Il entre comme vélite aux grenadiers de la Garde impériale le 4 mars 1807, est nommé sous-lieutenant sous-adjudant-major au 1er régiment des conscrits grenadiers, devenu 3e tirailleurs de la Garde impériale le 29 avril 1809, et lieutenant adjudant-major au même régiment le 24 juin 1811. Le 2 avril 1813, il est nommé chef de bataillon au 146e régiment d’infanterie, lieutenant-colonel au 36e (ex légion de Saône-et-Loire) le 26 juillet 1820 ; puis il passe, avec le même grade le 26 août 1821, au 6e régiment d’infanterie de la Garde royale ; il est nommé colonel du 35e de ligne le 25 janvier 1826, et maréchal de camp le 11 octobre 1832, et enfin lieutenant-général, après la prise de Constantine, le 11 novembre 1837. Le Président de la République l’appelle au ministère de la guerre le 20 décembre 1848, et le relève de la retraite par décret du 31 août 1849. Frappé par le décret d’avril 1848, quoique encore dans la force de l’âge. Il devient représentant de la Loire à l'assemblée constituante de 1848 et à l'assemblée nationale législative de 1849.

### Campagnes effectuées
Le général Rullière fait avec distinction la campagne de 1807 en Prusse et en Pologne, celle de 1808 en Espagne, de 1809 en Allemagne, celles de 1810, 1811 et 1812 en Espagne, où il est blessé le 8 juin 1812 d’un coup de feu au genou droit, au combat d’Acerdo.
Il fait ensuite les campagnes de 1813 et de 1814 avec la grande armée, et est prisonnier de guerre du 29 août 1813 au 1er juin 1814.
Il assiste à toutes les batailles de 1815 en Belgique et en France.
Il fait les campagnes de 1823, 1826, 1827 et partie de 1828 en Espagne, celles de 1828 et 1829 en Morée, de 1830 et partie de 1831 en Afrique, fait partie de l’armée du Nord du 6 novembre 1832 au 25 janvier 1833, assiste au siège de la citadelle d’Anvers, et enfin fait les campagnes de 1837, 1838 et 1839 en Afrique.
Il est inhumé au cimetière Montmartre ; sa tombe, ruinée, a été rénovée en 2021 par le Souvenir français.

## Distinctions Honorifiques

### Distinctions françaises
Ordre national de la Légion d'honneur :
 Chevalier, le 6 avril 1813
 Officier, le 24 décembre 1814
 Commandeur, le 22 février 1829
 Grand-officier, le 14 août 1839
Chevalier de l'Ordre royal et militaire de Saint-Louis

### Distinctions étrangères
Chevalier 2e classe de l'Ordre de Saint-Ferdinand

## Source
- R. Dumolin, « Biographie des Officiers-Généraux de la Haute-Loire : Joseph Marcellin Rullière, lieutenant-général », Annales de la Société d'agriculture, sciences, arts et commerce du Puy,‎ 1850 (lire en ligne)
- « Joseph Marcellin Rullière », dans Charles Mullié, Biographie des célébrités militaires des armées de terre et de mer de 1789 à 1850, 1852 [détail de l’édition]